# 广告媒体
广告媒体是用于向公众发布广告的传播载体。传统的“四大广告媒体”为家內电视、电台、报纸、杂志。在广告行业把电视媒体和电台媒体称为电波媒体；把报纸和杂志媒体称为平面媒体，以此区分。
除了传统四大广告媒体外，可供广告发布的媒体还包括傳統家外媒体、數位家外電視(Digital Out-of-home)互联网媒体等。

## 相關
- 橫額
- 海報
- 宣傳單張
- 免費面紙、原子筆、雨傘、貼紙
- 免費報紙